# Léon Thivrier
Pour les articles homonymes, voir Thivrier.
Léon Thivrier, né le 17 avril 1871 à Commentry (Allier) et mort le 31 décembre 1920 à Paris, est un homme politique français.

## Biographie
Fils de Christophe Thivrier, député de l'Allier, il devient médecin en 1898. il est conseiller général du canton de Commentry de 1901 à 1919, et militant du parti socialiste révolutionnaire, puis de la SFIO, qu'il organise dans le département de l'Allier. 
Il est député de l'Allier de 1902 à 1919. 